# 志賀重就
志賀 重就（しが しげなり、生没年不詳）は、戦国時代から江戸時代初期の武士。旧姓は西村。通称は左馬允（もしくは左馬助）後に与三右衛門尉（もしくは與三右衛門尉）。
寛永4年（1627年）に江戸幕府の隠密が作成したと言われる『讃岐伊予土佐阿波探索書』には清就を「年七十ばかりの由」と記していることから、弘治から永禄年間初頭（1550年代後半）生まれとする推測がある。元は六角氏の家臣であったが、蒲生氏郷に仕える。天正11年（1583年）8月22日に蒲生賦秀（後の氏郷）が出した判物には「西村左馬」の名で記されている。この時に近江国神崎郡御園郷岡田村（現在の滋賀県東近江市）に100石を与えられている。
天正15年（1587年）の岩石城攻めの際に、氏郷から抜け駆けを咎められて追放される。その後、細川忠興の仲介で詫びを入れるが、その際に氏郷より「自分と相撲を取って勝ったら赦す」という言質を得て相撲を取ると、2番続けて氏郷を投げ飛ばした。周囲の者は大いに慌てたが、氏郷はその気概を評価して追放前よりも加増して赦したという。会津移封後に5,500石を与えられて、文禄3年（1594年）以前に「志賀与三右衛門尉」と称するようになる。蒲生秀行の時代に宇都宮に移されると浪人して上杉景勝に仕えるが、関ヶ原の戦い後に秀行が会津に復帰すると再びこれに仕えて息子と合わせて4,300石を与えられる。
蒲生忠郷の時代の元和5年（1619年）に福島正則が改易されると、江戸の藩邸接収に派遣されている。蒲生忠知の代に伊予松山に移封されると3,000石が与えられ、寛永5年（1628年）には仕置（家老）に任じられた。しかし、重臣の一人である蒲生郷喜を排除しようとして他の重臣達と御家騒動を起こしたことで江戸幕府に咎められて追放処分になったという（寛永蒲生騒動）。